# Cantonul Saint-Denis-2
Cantonul Saint-Denis-2 este un canton din arondismentul Saint-Denis, Réunion, Franța.